# Juan Roque (Cofradía Zape)
Juan Roque fue un hombre africano que vivió en la Ciudad de México colonial. Murió en 1623, dejando atrás uno de los pocos testamentos y voluntades de los residentes africanos de la América Latina colonial. Su hija Ana María, y la cofradía a la que pertenecía en el hospital de la Limpia Concepción, también dejaron documentos que describen una batalla judicial que detalla las solicitudes finales hechas por Juan Roque con respecto a una casa "en el barrio de San Hipólito en el carril junto al Colegio de San Juan donde se encuentra el mercado al aire libre de San Hipólito, bordeando las casas de los comisarios y las de Don Ángel de Villasaña".

## Africanos en la España Nueva
Los africanos tuvieron un papel destacado en la conquista española. A medida que el control español y portugués en la América Latina colonial se extendió, los africanos fueron estereotipados como esclavos. Sin embargo, hubo excepciones. Los africanos y los mulatos desempeñaron un papel activo a principios del siglo XVI, actuando como conquistadores. Juan Garrido, Juan García y Juan Valiente fueron todos conquistadores, que se integraron en parte de las comunidades españolas cuando se completó la conquista.
Para el siglo XVII, los africanos vivían en la América Latina colonial, con organizaciones y comunidades distintivas que combinaban la cultura africana con las leyes y las expectativas sociales de los españoles. En la Nueva España, los africanos, originarios de la actual costa de Sierra Leona, fundaron una hermandad en la Ciudad de México, que se convirtió en la Cofradía Zape. Los documentos describen cómo los africanos se levantaron de la esclavitud para convertirse en miembros influyentes de la comunidad.

### La riqueza y estado de Juan Roque
Traído a Nueva España como esclavo antes de 1600, Juan Roque dejó un testamento y una voluntad general a su muerte. Revela la importancia de las "cofradías" para la comunidad africana en la Ciudad de México, así como la prominencia que algunos africanos pudieron lograr.
Escrito antes de su muerte en 1623, este último testamento proporcionó un lujoso y costoso funeral y enumera bienes raíces rentables que ayudaron a asegurar la supervivencia de la Cofradía Zape en la Ciudad de México durante varias décadas después de su muerte. Tanto costoso como católico, el funeral de Juan Roque proporciona evidencia de que los africanos podrían en ocasiones establecerse dentro de las comunidades de la América Latina colonial. Solicitó que lo enterraran en la iglesia del Hospital de Nuestra Señora de la Inmaculada Concepción o en la iglesia de Santísma Veracruz, de la que era feligrés.
Además, Juan Roque solicitó que las cofradías a las que pertenecía, como la Cofradía Zape, acompañaran su cuerpo al entierro y que se cantasen cincuenta y cinco Misas por su alma en diferentes iglesias alrededor de la Ciudad de México, así como veinte Misas cantadas para su difunta esposa, Isabel de Herrera.
En su ensayo sobre las cofradías en Nueva España, Nicole von Germeten señala que como africano prominente y adinerado en la Ciudad de México, el lujoso funeral de Juan Roque "con todas las trampas de la religiosidad barroca" y la membresía en una cofradía como la de la nación Zape demuestra la respetabilidad de los hombres afrodescendientes en la América Latina colonial.
Declaró que su esposa fallecida era una mujer negra libre, y al legar sus bienes raíces rentables en el vecindario de San Hipólito, Juan Roque señaló el estatus de su hija, Ana María, como una hija legítima de su matrimonio "según la Santa Iglesia ” a Isabel de Herrera y por lo tanto una mujer negra libre. Designar a estos africanos como libres, les dio estatus dentro de la comunidad y ayudó a la Cofradía Zape, como lo hizo para recuperar los ingresos de las casas alrededor de San Hipólito, luego de que Ana María muriera sin hijos.

## Cofradías
Antes de su muerte, Ana María habló con miembros de la Cofradía Zape confirmando que su padre había deseado que la hermandad recibiera los ingresos de los bienes raíces en San Hipólito.
En la América Latina colonial, las cofradías eran organizaciones que permitían a los africanos lograr un sentido de comunidad después de ser sacados de su patria a través del comercio de esclavos. Estas cofradías también facilitaron la conversión de los africanos al catolicismo: al proporcionar un lugar de culto, una comunidad cristiana y apoyo financiero para los funerales de los miembros. Las cofradías proporcionaron bienestar social para los africanos en España Nueva y cuidado de salud limitada, cuándo los africanos no tenían acceso a otra asistencia.
La importancia de la capacidad de la cofradía para ayudar monetariamente a sus miembros es claramente evidente en los documentos judiciales que detallan la batalla de la Cofradía Zape para recibir los ingresos de las casas de Juan Roque en San Hipólito. La descripción exacta de Juan Roque de la ubicación de las casas, en su última voluntad y testamento, intentó asegurar que su hija y finalmente la cofradía, recibieran los beneficios de las propiedades.

### Ana María
Varios testigos dijeron que Ana María estaba convencida de que su padre deseaba que las casas fueran a la hermandad, si ella moría sin hijos. Incluso cuando uno de los miembros mayores de la cofradía la instó a que aceptara a su esposo y vendiera las casas, Ana María se negó, porque su padre "le acusó de que si no tenía hijos no debía deshacerse de las casas, sino dárselas a "La Hermandad de la Inmaculada Concepción (la Cofradía de Zape), de la cual fue miembro y fundador, para que los negros de la nación Zape los administraran y cuidaran de sus ganancias".